# Wyszomierz (gmina Kosów Lacki)
Wyszomierz – wieś w Polsce położona w województwie mazowieckim, w powiecie sokołowskim, w gminie Kosów Lacki. Ma status sołectwa.
W latach 1975–1998 miejscowość należała administracyjnie do województwa siedleckiego.
Mieszkańcy wyznania rzymskokatolickiego należą do parafii św. Wojciecha w Skibniewie-Podawcach.

## Historia
Wieś założona ok. 1430 roku przez Ścibora i jego synów z rodu Rawitów, którzy po sprzedaniu wsi Wyszomierz (obecnie Wyszomierz Wielki) w księstwie mazowieckim przenieśli się na Podlasie, na ziemię drohicką, do parafii Skibniew. Tu założoną wioskę nazwali Wyszomierz na pamiątkę poprzedniej. Wieś stanowiła gniazdo rodowe Wyszomierskich. W XVIII wieku używano nazwy Wyszomierz Stary dla odróżnienia od zamieszkanych przez współrodowców sąsiednich wsi: Wyszomierza-Niepiekły i Wyszomierza-Kuteski. Wnukowie Ścibora – Prędota i Grot zakupili od Sasina z Krynicy w 1480 roku ziemię w parafii Suchożebry, gdzie założyli nową wieś, też nazwaną Wyszomierzem.
Najstarsze zapiski (pochodzące z lat 1461-1495) znajdujemy w księgach sądów: grodzkiego i ziemskiego w Drohiczynie przechowywanych obecnie w Archiwum Głównym Akt Dawnych oraz w Archiwum Historycznym Białorusi.